# Санта-Ана (Ансоатеги)
Санта-Ана (исп. Santa Ana) — город на северо-востоке Венесуэлы, на территории штата Ансоатеги. Является административным центром муниципалитета Санта-Ана.

## Географическое положение
Санта-Ана расположена в центральной части штата, к западу от реки Орекопиче (приток реки Арагуа), на расстоянии приблизительно 81 километра к югу от Барселоны, административного центра штата. Абсолютная высота — 252 метра над уровнем моря.

## Климат
Климат города характеризуется как тропический, с сухой зимой и дождливым летом (Aw в классификации климатов Кёппена). Среднегодовое количество атмосферных осадков — 955 мм. Наименьшее количество осадков выпадает в марте (5 мм), наибольшее количество — в августе (185 мм). Средняя годовая температура составляет 26,8 °C.

## Население
По данным Национального института статистики Венесуэлы, численность населения города в 2013 году составляла 11 256 человек.